# Mark Dvoretski
Mark Izraïlovitch Dvoretski (en russe : Марк Израилевич Дворецкий, en anglais Dvoretsky), né le 9 décembre 1947 à Moscou (URSS) et mort le 26 septembre 2016 dans la même ville,, est un joueur d'échecs russe. Maître international du jeu d'échecs, il est surtout connu en tant qu'entraîneur et formateur.

## Biographie
Après un diplôme en économie à l'université d'État de Moscou, Mark Dvoretski enseigne les échecs, notamment avec Mikhaïl Botvinnik. En 1973, il remporte le championnat de Moscou. En 1975, il gagne le tournoi B de Wijk aan Zee et devient maître international. En 1990, il ouvre sa propre école avec Arthur Youssoupov. Parmi ses quinze élèves, 11 deviendront GMI. Il a notamment eu comme élèves les GMI Peter Svidler, Sergueï Dolmatov, Valeri Tchekhov, Alekseï Dreïev, Tal Shaked, etc.
De nombreux joueurs de l'élite ont travaillé avec lui : Viswanathan Anand, Veselin Topalov, Joël Lautier, Garry Kasparov, etc.
Il a écrit de nombreux livres, dont plusieurs en collaboration avec Arthur Youssoupov, qui sont très estimés dans le milieu échiquéen.  C'est un spécialiste reconnu des finales. Le livre de Mikhaïl Chéréchevski La Stratégie dans les finales est inspiré (avec son accord) de ses idées.

## Publications
- (en) Secrets of Chess Training, Batsford, 1991 ;
- (en) Training for the Tournament Player, Batsford, 1993 ;
- (en) Opening Preparation, Batsford, 1994 ;
- (en) Attack and Defense, Batsford 1998,  (ISBN 0-7134-8214-1);
- (de) Die Endspieluniversität. Essentielles Endspielwissen für Amateur und Profi, Chessgate 2006  (ISBN 3-935748-02-7).
- (en) School of Chess Excellence I: Endgame Analysis
- (en) School of Chess Excellence II: Tactical Play
- (en) School of Chess Excellence III: Strategic Play
- (en) School of Chess Excellence IV: Opening Developments
- (en) Mark Dvoretsky (préf. Jacob Aagaard), Dvoretsky's Endgame Manual, Milford, Russell Enterprises, 2011, 3e éd. (1re éd. 2003), 408 p. (ISBN 978-1-936490-13-4, présentation en ligne)
  - version française : Le Manuel des finales, Fédération française des échecs, 2004  (ISBN 9782915-853001).

## Quelques parties notables
- (en) Mark Izrailovich Dvoretsky vs Boris Gulko, Leningrad URS ch 1974, English Opening: Anglo-Indian Defense, Anglo-Grünfeld Variation (A16), 1-0
- (en) David Bronstein vs Mark Izrailovich Dvoretsky, Ch URS ( 1 liga ) 1974, French Defense: Steinitz Variation (C11), 0-1
- (en) Attila Schneider vs Mark Izrailovich Dvoretsky, Frunze 1983, Semi-Slav Defense: Botvinnik System (D44), 0-1
- (en) Mark Izrailovich Dvoretsky vs Vasily Smyslov, Odessa 1974, Spanish Game: Exchange (C69), 1-0